# Opernturm
Opernturm, OpernTurm – wieżowiec we Frankfurcie nad Menem w Niemczech, zlokalizowany w strefie Bankenviertel. Jego wysokość  wynosi 170 m, liczy 42 kondygnacje. Został zaprojektowany przez Tishman Speyer Properties.